# Michaëlskerk (Koudekerke)

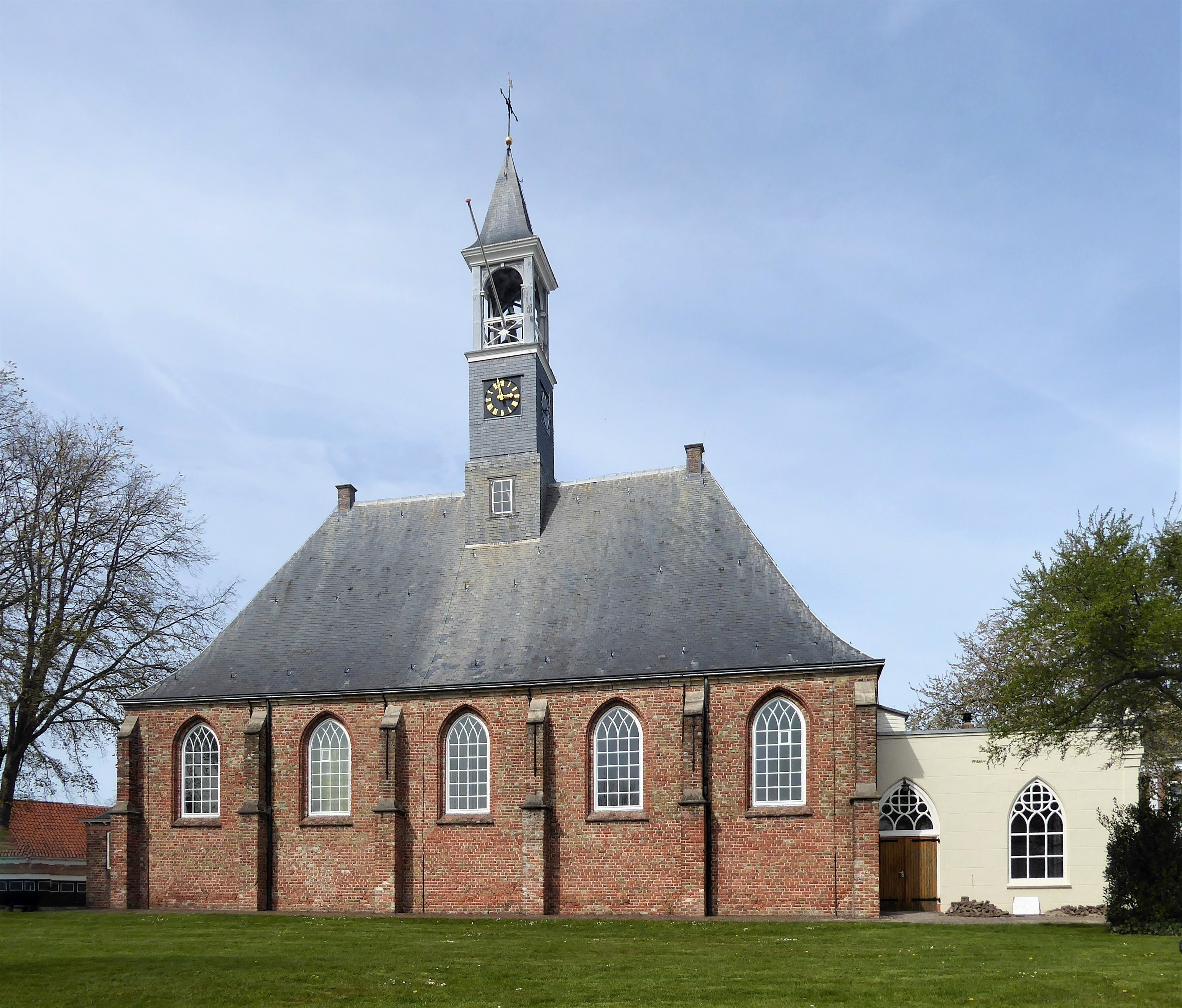
Die Michaëlskerk

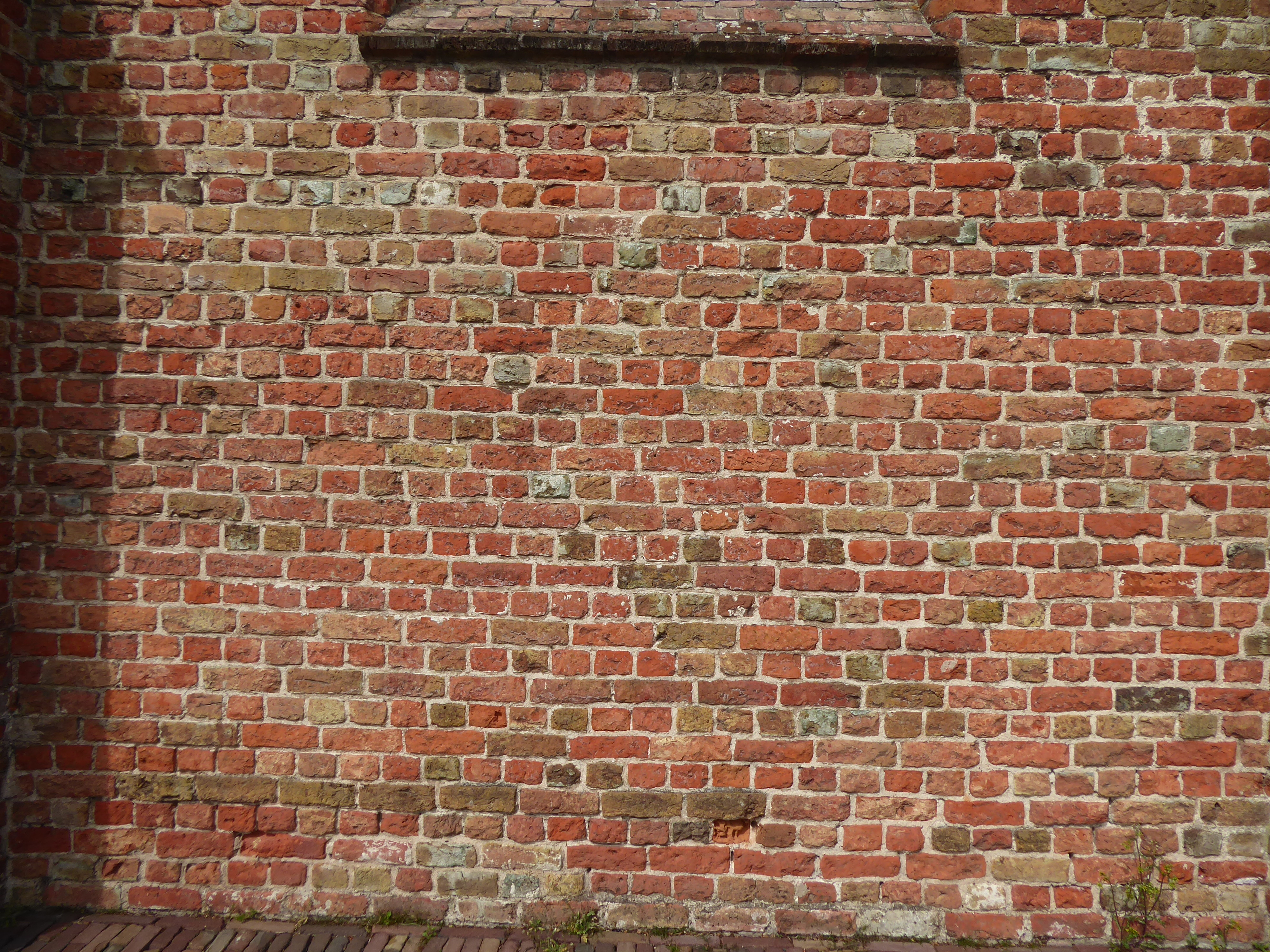
Wiederverwendeter mittelalterlicher Backstein mit seiner für Zeeland typischen Grünfärbung durch Algeneinschlüsse

Die Michaëlskerk ist ein Kirchengebäude der Protestantischen Kirche in den Niederlanden in Koudekerke, einem Ortsteil der Gemeinde Veere in der Provinz Zeeland. Die Kirche ist als Rijksmonument eingestuft.

## Geschichte
Die Michaëlskerk befindet sich zentral in der Mitte des Kirchenrings, der Standort der mittelalterlichen Vorgängerkirche war, die zu Ehren des Erzengels Michael geweiht war. Die Pfarrei Koudekerke entstand um 1198 als Abpfarrung von der Westmünsterkirche in Middelburg.
Das heutige Kirchengebäude wurde unter teilweiser Verwendung älteren Mauerwerks Mitte des 17. Jahrhunderts als einschiffige Saalkirche mit Strebepfeilern und Dachreiter in nachgotischem Stil errichtet, der sich an den Dorfkirchen der Backsteingotik der Region anlehnt. 1836 wurde die weiß verputzte Sakristei im Stil der Neugotik angefügt. Im damals ebenfalls renovierten Dachreiter befinden sich Glocken, die 1570 von Pieter van den Ghein und 1755 von Michaël Everard gegossen wurden. Zwischen 1962 und 1964 wurde die Kirche von dem ebenfalls 1836 aufgebrachten Putz befreit und restauriert. Die Ausstattung umfasst eine Kanzel im Louis XVI-Stil vom Ende des 18. Jahrhunderts sowie eine um 1750 für eine Kirche in Maastricht gebaute Orgel, vermutlich von den Orgelbauern Thomas und Peter Weidtman geschaffen. 1778 gelangte diese Orgel in die Reformierte Kirche in Neerijnen, danach wurde sie 1866 durch die Kirchengemeinde in Koudekerke gekauft und 1953 durch Orgelbau Van Vulpen grundlegend restauriert. Auf dem umgebenden Friedhof, der von einer Mauer mit zwei Eingangstoren umgeben ist, befinden sich einige Grabsteine englischer Soldaten, die 1810 gefallen sind.